# Mahmudabad
Mahmudabad es una ciudad y municipio situada en el distrito de Sitapur en el estado de Uttar Pradesh (India). Su población es de 50777 habitantes (2011). 

## Demografía
Según el censo de 2011 la población de Mahmudabad era de 50777 habitantes, de los cuales 26665 eran hombres y 24112 eran mujeres. Mahmudabad tiene una tasa media de alfabetización del 63,25%, inferior a la media estatal del 67,68%: la alfabetización masculina es del 67,47%, y la alfabetización femenina del 58,57%.